# Ghislain Réty
 (mai 2023).
Ghislain Réty est un officier général français  de la Gendarmerie nationale.   Général de division, il commande le groupe d'intervention de la Gendarmerie nationale (GIGN) depuis le 1er août 2020.
Il a notamment conduit en 2021 une réforme structurante du GIGN. Cette réforme - appelée en interne GIGN 3.0 - est la deuxième réforme majeure depuis la création de l'unité en 1974. Elle a permis au GIGN - en absorbant l'ensemble des 14 antennes de métropole et d'outre mer - de porter son effectif de 400 à 1000 personnels et de renforcer son positionnement d'acteur majeur de la sécurité intérieure française. 

## Biographie

### Formation
Ghislain Réty est diplômé de l’École spéciale militaire de Saint-Cyr (promotion Chef de bataillon de Cointet, 1991-1994) et de l’École des officiers de la Gendarmerie nationale (promotion 1994-1995) de Melun, breveté de l'École de guerre (promotion 2006-2007) et auditeur de la 66e session du centre des hautes études militaires (cycle 2018-2019) et de la 71e session nationale « politique de défense » de l'Institut des hautes études de défense nationale (cycle 2018-2019).

### Carrière militaire
Après sa formation à l'EOGN, il rejoint directement le GIGN, où il sert pendant six ans, d'abord comme officier adjoint (1995-2000), puis comme commandant en second (2000-2001), réalisant plus de 120 missions, en France comme à l'étranger. 
Il est promu capitaine en 1998. 
En 2001, il prend le commandement de la compagnie de gendarmerie départementale du Moule en Guadeloupe.
Il est promu chef d'escadron en 2003. 
Après trois ans en outre-mer, il revient en métropole en 2004 en tant qu'instructeur à l'EOGN puis, en 2006, rejoint les bancs du Collège interarmées de Défense,.
Il est par la suite de nouveau affecté au GIGN, d'abord comme chargé de projets, puis comme chef de l'état-major opérationnel jusqu'en 2013,. Cette année-là, il est nommé commandant du groupement de gendarmerie départementale de la Gironde, poste qu'il occupe jusqu'en 2016. Il rejoint par la suite la direction générale de la Gendarmerie nationale (DGGN) et enchaîne les postes de chef du bureau défense et sécurité nationale, de chargé de mission auprès de la DGGN pour le livre blanc de la sécurité intérieure et de chargé de mission « gestion de crise » pour la Covid-19.
Promu général de brigade en 2020, il prend la tête du GIGN la même année,. Deux ans plus tard, il est promu général de division et maintenu dans ses fonctions.

### Le GIGN 3.0
Alors que le GIGN était à l'origine une unité d'intervention spécialisée comparable par la taille à une section (moins de trente hommes) puis à une compagnie (une centaine d'hommes), une première réforme, conduite en 2007 par le général Denis Favier, avait porté son effectif à celui d'un bataillon d'environ 400 hommes, en intégrant des unités spécialisées complémentaires afin d'ajouter à l'intervention (le premier "métier" du GIGN), les champs d'expertise de la sécurité-protection et de l'observation-recherche. La deuxième réforme majeure de l'unité, conduite par le général Réty en 2021 a consisté à intégrer complètement au GIGN l'ensemble des 14 unités régionales de sécurité et d'intervention de la Gendarmerie implantées en France métropolitaine et outre mer, l'effectif total du Groupe étant porté à un millier d'hommes et de femmes. Avant cette réforme, ces formations régionales, appelées Antennes du GIGN, étaient subordonnées aux commandements locaux de la Gendarmerie et n'opéraient sous le commandement du GIGN qu'en cas de crise. Le GIGN 3.0 réunit sous un commandement administratif et opérationnel unique l'ensemble des ressources spécialisées de la Gendarmerie, afin de générer, grâce à une unicité de doctrine, de sélection et d'entraînement, les synergies nécessaires sur l'ensemble du territoire national.

## Décorations
|  |  |  |
|  |  |  |
|  |  |  |

### Intitulés
- Officier de l'ordre national de la Légion d'honneur en 2021[11] (chevalier en 2012[12]).
- Officier de l'ordre national du Mérite en 2018[13] (chevalier en 2008[14]).
- Médaille d'Outre-Mer, avec 1 agrafe.
- Médaille de la Défense nationale, échelon or, avec 1 agrafe.
- Médaille de la sécurité intérieure, échelon or, avec agrafe « Gendarmerie nationale » en 2016[15].
- Médaille de la sécurité intérieure, échelon argent, avec agrafe « Présidence française de l’Union européenne (PFUE) » en 2023[16].
- Médaille commémorative française, avec 1 agrafe.
- Médaille de la protection militaire du territoire, avec 1 agrafe.
- Médaille de l'OTAN pour la Macédoine, avec 1 agrafe.